# Історичний район Святого Миколая
Історичний район Святого Миколая (англ. St. Nicholas Historic District) — відомий у розмовній мові як «Страйверс Роу», — це історичний район, розташований по обидва боки заходу 138-ї та заходу 139-ї вулиць між бульваром Адама Клейтона Пауелл-молодшого (Сьома авеню) та бульваром Фредеріка Дугласа (Восьма авеню), в районі Гарлем Верхнього Мангеттена, Нью-Йорк. Як національний, так і історичний район Нью-Йорка, складається з рядових будинків і пов’язаних із ними будівель, спроектованих трьома архітектурними фірмами та побудованих у 1891–1893 роках забудовником Девідом Х. Кінгом-молодшим. Вони спільно визнані перлинами Нью-Йорка архітектури і «видатний приклад міського дизайну кінця 19-го століття»:
Є три групи будівель:
- будівлі з червоної цегли та коричневого каменю на південній (з парним номером) стороні заходу 138-ї вулиці та на бульварі Адама Клейтона Пауелл-молодшого 2350–2354 були спроектовані Джеймсом Брауном Лордом у стилі георгіанського Відродження;

- будівлі з жовтої цегли та білого вапняку з теракотовою обробкою на північній (непарній) стороні 138-ї та на південній (парній) стороні 139-ї вулиці та на бульварі Адама Клейтона Пауелл-молодшого 2360–2378 були спроектовані в Стиль колоніального відродження Брюса Прайса та Кларенса С. Люса;

- будівлі з темної цегли, коричневого каменю та теракотові будівлі на північній (непарній) стороні 139-ї вулиці та на бульварі Адама Клейтона Пауелл-молодшого, 2380, були спроектовані в стилі італійського Відродження Стенфордом Уайтом з фірми McKim, Mead & White.[3][1][4]

Район був визначений Комісією зі збереження визначних пам'яток Нью-Йорка в 1967 році, а в 1975 році був внесений до Національний реєстр історичних місць США. Назва району відображає сусідній парк Святого Миколая.

## Історія
Девід Х. Кінг-молодший, розробник того, що згодом назвали «Страйверс Роу», раніше був відповідальним за будівництво 1870 Equitable Building, 1889 New York Times Building, Медісон Сквер Гарден, проект для Стенфорд Уайт, та фундамент для Статуї Свободи. Таунхауси в його новому проекті, які спочатку називалися «Королівські модельні будинки», були призначені для білих представників вищого середнього класу та мали сучасні зручності, темну дерев’яну обробку та краєвиди на Сіті-Коледж. Ідея Кінга полягала в тому, що проект буде «у такому великому масштабі та з такими достатніми ресурсами, щоб «Створити нейборгуд» незалежно від навколишніх впливів».